# 刘永革
刘永革（1971年12月—），籍贯陕西省绥德县，汉族，1996年6月加入中国共产党，拥有农业推广研究生学历，中华人民共和国政治人物。

## 人物履历
刘永革早年在甘肃农业大学专攻林学专业，期间曾经担任该大学的学生会主席，同时也是甘肃省学联副主席，毕业后先后在酒泉市西峰乡、同市团委、汉武酒业集团任职。2000年出任同市金佛寺镇党委副书记、镇长，2002年出任中共东洞乡党委书记。
2002年后，先后出任敦煌市人民政府副市长、中共敦煌市委常委、组织部部长、市政府常务副市长兼市行政学校校长、中共敦煌市委副书记兼任敦煌市委党校校长、敦煌旅游股份有限公司董事长，期间，刘永革曾两度挂职，一次在甘肃省公安厅挂职担任公安厅治安管理处副处长，2012年2月至2012年4月在上海市普陀区長風新村街道挂职任党工委副书记。
2009年4月，刘永革回到母校甘肃农业大学，以在职研究生身份在该校经济管理学院农业宏观经济管理业学习，并于两年后获得农业推广硕士学位。
2012年出任甘南藏族自治州人民政府副州长，2015年兼任中共合作市委书记。在任期间的2018年9月，合作市通过国家扶贫办验收，贫困发生率由28%下降到了0.8%，正式退出了贫困县行列，实现了在甘肃省藏区率先“脱贫摘帽”的目标。2019年升任中共甘南藏族自治州委常委，同年8月免去甘南州副州长职务。
2021年6月29日，中共中央组织部决定授予刘永革“全国优秀县委书记”荣誉称号。同年8月升任中共陇南市委副书记、市长。